# Renia bendialis
Renia bendialis är en fjärilsart som beskrevs av Achille Guenée 1854. Renia bendialis ingår i släktet Renia och familjen nattflyn. Inga underarter finns listade.